# 1903
- Wikisource

| Calendário gregoriano                                                        | 1903 MCMIII                         |
| Ab urbe condita                                                              | 2656                                |
| Calendário arménio                                                           | 1352 – 1353                         |
| Calendário bahá'í                                                            | 59 – 60                             |
| Calendário budista                                                           | 2447                                |
| Calendário chinês                                                            | 4599 – 4600 Início a 29 de janeiro  |
| Calendário copta                                                             | 1619 – 1620                         |
| Calendário etíope                                                            | 1895 – 1896                         |
| Calendários hindus - Vikram Samvat - Calendário nacional indiano - Cáli Iuga | 1958 – 1959 1824 – 1825 5003 – 5004 |
| Calendário Holoceno                                                          | 11903                               |
| Calendário islâmico                                                          | 1321 – 1322                         |
| Calendário judaico                                                           | 5663 – 5664 Início a 22 de setembro |
| Calendário persa                                                             | 1281 – 1282 Início a 22 de março    |
| Calendário rúnico                                                            | 2153                                |
| Calendário solar tailandês                                                   | 2446                                |

1903 (MCMIII, na numeração romana)  foi um ano comum do século XX do actual Calendário Gregoriano, da Era de Cristo, e a sua letra dominical foi D (53 semanas), teve início a uma quinta-feira e terminou também a uma quinta-feira.
| Ano completo                        |
| ----------------------------------- |
| Ano comum com início à quinta-feira |

## Eventos

### Abril
- 19 de abril — O pogrom de Kishinev em Kishinev (Bessarábia) começa, forçando dezenas de milhares de judeus a buscarem, mais tarde, refúgio na Palestina e no mundo ocidental.

### Junho
- 11 de junho - Pedro I da Iugoslávia sobe ao trono da Sérvia.
- 16 de junho - A empresa Ford é fundada em Michigan, nos Estados Unidos

### Julho
- 1 de julho — Início da primeira competição anual de ciclismo de estrada realizada na França, o Tour de France.
- 20 de julho - Raimundo Fernández Villaverde substitui Francisco Silvela y le Vielleuze como presidente do governo de Espanha.

### Setembro
- 15 de setembro - Fundação do Grêmio Foot-Ball Porto Alegrense.

### Novembro
3 de novembro - O Panamá fica independente da Colômbia.
- Fundação do Club Atlético Newell's Old Boys da Argentina

- 17 de novembro - Tratado de Petrópolis com a Bolívia, deu ao Brasil a posse definitiva do Acre, dando fim a Revolução Acriana (Guerra do Acre)

### Dezembro
- 5 de dezembro - Antonio Maura y Montaner substitui Raimundo Fernández Villaverde como presidente do governo de Espanha
- 17 de dezembro - Orville Wright pilota uma aeronave com motor a gasolina , o Wright Flyer , em Kitty Hawk, Carolina do Norte, no primeiro voo documentado e bem-sucedido motorizado e controlado mais pesado que o ar.[1]
- Inicio do reinado de Choley Yeshe Ngodub, Desi Druk do Reino do Butão, reinou até 1905.

## Nascimentos
- 1 de maio - Eugénio Correia da Conceição Silva (m. 1969), militar da Armada Portuguesa e astrónomo amador e astrofotógrafo.
- 21 de maio - Pedro Eugenio Aramburu, presidente da Argentina de 1955 a 1958 (m. 1970).
- 6 de junho - Aram Khachaturian, compositor russo de origem armênia (m. 1978).
- 2 de julho - Olavo V da Noruega, rei da Noruega desde 1957 a 1991 (m. 1991).
- 3 de agosto - Habib Bourguiba, presidente da Tunísia de 1957 a 1987 (m. 2000).
- 15 de setembro - Yisrael Kristal, supercentenário israelense (m. 2017).
- 23 de dezembro - Fredi Washington, atriz, ativista dos direitos civis, performista e escritora americana (m. 1994).

## Mortes
- 2 de Março - Rafael Zaldívar, presidente de El Salvador de 1876 a 1885 (n. 1884)
- 21 de Março - Carlos Basilio Ezeta, presidente de El Salvador de 1890 a 1894 (n. 1852)
- 20 de Julho - Papa Leão XIII, (n. 1810).
- 25 de Agosto - Estanisláo Przewodowski, militar e engenheiro brasileiro (n. 1843)

## Prêmio Nobel
- Física - Antoine Henri Becquerel,[2] Pierre Curie,[2] Marie Curie.[2]
- Química - Svante August Arrhenius.[3]
- Medicina - Niels Ryberg Finsen.[4]
- Literatura - Bjørnstjerne Bjørnson.[5]
- Paz - William Randal Cremer.[6]

## Por tema
- 1903 na arte
- 1903 no Brasil
- 1903 na ciência
- 1903 no cinema
- Desastres em 1903
- 1903 no desporto
- 1903 no jornalismo
- 1903 na literatura
- 1903 na música
- 1903 na política
- 1903 na rádio
- 1903 no teatro
- 1903 na televisão